# Alosimus smyrnensis
Alosimus smyrnensis là một loài bọ cánh cứng trong họ Meloidae. Loài này được Maran miêu tả khoa học năm 1942.